# Махмуд Мохтар
Махмуд Мохтар (12. октобар 1905 — 21. фебруар 1965) био је египатски фудбалер. Свеврстан нападач, постигао је 9 голова у 10 међународних утакмица за Египат. Представљао је Египат на Летњим олимпијским играма 1928 . и Летњим олимпијским играма 1936.